# Mistrzostwa Azji w Zapasach 2007
Mistrzostwa Azji w zapasach w 2007 roku rozegrano w kirgiskim mieście Biszkek od 8 do 13 maja.

## Wyniki mężczyźni

### styl wolny
| Waga   | Złoto:              | Srebro:                   | Brąz:                    |
| 55 kg  | Masashi Saitō       | Äset Serykbajew           | Abbas Dabbaghi           |
| 55 kg  | Masashi Saitō       | Äset Serykbajew           | Enchsajchany Njam-Oczir  |
| 60 kg  | Bazar Bazargurujew  | Shin’ya Ōdate             | Ri Yong-chol             |
| 60 kg  | Bazar Bazargurujew  | Shin’ya Ōdate             | Mahdi Taghawi            |
| 66 kg  | Hasan Tahmasebi     | Sushil Kumar              | Jeong Yeong-ho           |
| 66 kg  | Hasan Tahmasebi     | Sushil Kumar              | Najdanpürewijn Bajarchüü |
| 74 kg  | Wu Zijian           | Mejsam Mostafa Dżokar     | Lee Sang-kyu             |
| 74 kg  | Wu Zijian           | Mejsam Mostafa Dżokar     | Sejfaddin Osmanow        |
| 84 kg  | Mahdi Mansuri       | Czagnaadordżijn Gandzorig | Jermiek Bajduaszow       |
| 84 kg  | Mahdi Mansuri       | Czagnaadordżijn Gandzorig | Abduł Ammajew            |
| 96 kg  | Aleksiej Krupniakow | Amir Abbas Moradi         | Nurżan Katajew           |
| 96 kg  | Aleksiej Krupniakow | Amir Abbas Moradi         | Yang Wulin               |
| 120 kg | Fardin Masumi       | Marid Mutalimow           | Palwinder Singh Cheema   |
| 120 kg | Fardin Masumi       | Marid Mutalimow           | Zhao Haiyu               |

### styl klasyczny
| Waga   | Złoto:             | Srebro:           | Brąz:                     |
| 55 kg  | Hamid Surijan      | Cha Kwang-su      | Ildar Hafizov             |
| 55 kg  | Hamid Surijan      | Cha Kwang-su      | Lee Jung-baek             |
| 60 kg  | Moon Ho-seon       | Hamid Bavafa      | Rusłan Tiumienbajew       |
| 60 kg  | Moon Ho-seon       | Hamid Bavafa      | Sheng Jiang               |
| 66 kg  | Kanatbek Begalijew | Jeong Ji-hyeon    | Ali Mohammadi             |
| 66 kg  | Kanatbek Begalijew | Jeong Ji-hyeon    | Qiao Huameng              |
| 74 kg  | Danijar Köbönow    | Äset Ädylow       | Chang Yongxiang           |
| 74 kg  | Danijar Köbönow    | Äset Ädylow       | Modżtaba Babadżanzade     |
| 84 kg  | Saman Tahmasebi    | Cho Hyo-chul      | Dżanarbek Kendżejew       |
| 84 kg  | Saman Tahmasebi    | Cho Hyo-chul      | Jahja Muhammad Abu Tabich |
| 96 kg  | Ghasem Rezaji      | Äset Mämbetow     | Lee Eol                   |
| 96 kg  | Ghasem Rezaji      | Äset Mämbetow     | Chen Xiaofei              |
| 120 kg | Liu Deli           | Mahdi Szarabijani | Muroddżon Tujczijew       |
| 120 kg | Liu Deli           | Mahdi Szarabijani | Nurbek Ibragimow          |

## Wyniki kobiety

### styl wolny
| Waga  | Złoto:                   | Srebro:             | Brąz:                     |
| 48 kg | Cogtbadzaryn Enchdżargal | Sunisa Klahan       | Li Xiaomei                |
| 48 kg | Cogtbadzaryn Enchdżargal | Sunisa Klahan       | Jang Ho-soon              |
| 51 kg | Żułdyz Eszymowa          | Mizuho Shibata      | Liao Rong                 |
| 51 kg | Żułdyz Eszymowa          | Mizuho Shibata      | Park Yeon-jin             |
| 55 kg | Saori Yoshida            | Su Lihui            | Su Ying-tzu               |
| 55 kg | Saori Yoshida            | Su Lihui            | Olga Smirnowa             |
| 59 kg | Yang Senlian             | Dordżijn Narmandach | Lee So-lae                |
| 59 kg | Yang Senlian             | Dordżijn Narmandach | Kei Yamana                |
| 63 kg | Xu Haiyan                | Jelena Szałygina    | Hang Jin-young            |
| 63 kg | Xu Haiyan                | Jelena Szałygina    | Badrachyn Odonczimeg      |
| 67 kg | Chen Meng                | Darja Karpienko     | Cerendordżijn Bajardzajaa |
| 67 kg | Chen Meng                | Darja Karpienko     | Mami Shinkai              |
| 72 kg | Kyōko Hamaguchi          | Olga Żänybekowa     | Wang Xu                   |
| 72 kg | Kyōko Hamaguchi          | Olga Żänybekowa     | Jana Panowa               |